# Tatarstan al Turkvision Song Contest
Il Tatarstan ha partecipato a 3 edizioni del Turkvision Song Contest a partire dal debutto del concorso nel 2013. La rete che cura le varie partecipazioni è la Maydan Television. Vanta un secondo posto nel concorso del 2014. Si ritira nel 2015, per poi tornare nel 2017.

## Partecipazioni
- Primo posto
- Secondo posto
- Terzo posto
- Ultimo posto

| 2013                            | Alinä Şäripcanova | "Üpkälämim"               | 4                   | 192                 |                     |                     |                     |
| 2014                            | Aydar Söläymanov  | "Atlar çaba" (Атлар чаба) | 2                   | 201                 |                     |                     |                     |
| Nessuna partecipazione nel 2015 |                   |                           |                     |                     |                     |                     |                     |
| 2017                            | Yämle Kızlar      | Edizione cancellata       | Edizione cancellata | Edizione cancellata | Edizione cancellata | Edizione cancellata | Edizione cancellata |
| 2020                            | Dilija Ahmetšina  | Gafu it, avylym           | 6                   | 191                 |                     |                     |                     |